# Maria Clotilde de Nápoles e Sicília
Maria Clotilde de Nápoles e Sicília (Maria Clotilde Teresa Amélia Antônia Giovana Batista Ana Caetana Pulcheria; 18 de Fevereiro de 1786 - 10 de Setembro de 1792), foi uma princesa de Nápoles e Sicília membro da Casa de Bourbon.

## Família
Maria Clotilde nasceu em Nápoles. Seu pai era Fernando I das Duas Sicílias, o terceiro filho e nono filho de Carlos III da Espanha e Maria Amália da Saxônia. Sua mãe era a arquiduquesa da Áustria, a décima filha e décimo terceiro filho da famosa Maria Teresa da Áustria e seu marido, Francisco I do Sacro Império Romano-Germânico. Ela foi batizada durante o primeiro ano de sua vida. Seu nome completo era  Maria Clotilde Teresa Amélia Antônia Giovana Batista Ana Caetana Pulcheria. Ela nasceu e morreu enquanto seu pai ainda era o duque da Calábria. Ela então foi estilizada Princesa de Nápoles e Sicília. Alguns de seus irmãos mais velhos incluía: Maria Teresa, homônima de sua avó, nascida em 1772; Luísa, nascida em 1773 e Carlos, Duque da Calábria, nascido em 1775, que também morreu na infância; Francisco, nascido em 1777 e Maria Amélia, nascido em 1782.

## Morte
Maria Clotilde e sua irmã Maria Henriqueta, eram crianças muito sensíveis, com uma saúde muito frágil. No caso de Maria Clotilde, este foi o resultado de um resfriado em 1786, quando a princesa tinha apenas alguns dias de vida. Em 1789, Maria Clotilde pegou varíola de seus irmãos, Januário e Carlos Januário (1788-1789). Ela então passou para sua irmã Maria Henriqueta, mas ambas se recuperaram, mas permaneceram muito frágeis e a varíola retornou a Maria Clotilde em setembro de 1792, que mais uma vez a passou para sua irmã, as duas morrendo em dez dias uma da outra.

## Títulos e estilos
- 18 de fevereiro de 1786 - 10 de setembro de 1792: Sua Alteza Real a Princesa Maria Clotilde de Bourbon - Duas Sicílias